# A Dűne: Az Atreides-ház
A Dűne: Az Atreides-ház Frank Herbert A Dűne regényének előzménye; a Ház-trilógia első kötete. A klasszikus sorozathoz Brian Herbert és írótársa, Kevin J. Anderson készített egy előzményciklust. Ez a trilógia Frank Herbert jegyzetei alapján született, ám az ősrajongók körében nem aratott osztatlan sikert. Ellenben megnyitotta a kaput a rajongók egy új generációja előtt.

## Magyarul
- Brian Herbert–Kevin J. Anderson: A Dűne. Az Atreides-ház; ford. Mohácsi Enikő; Szukits, Szeged, 2000

### Képregény
- Dűne. Atreides-ház; szöveg Brian Herbert–Kevin J. Anderson, rajz. Dev Pramanik, ford. Tamás Gábor; Gabo, Bp., 2021–